# دکترای علوم

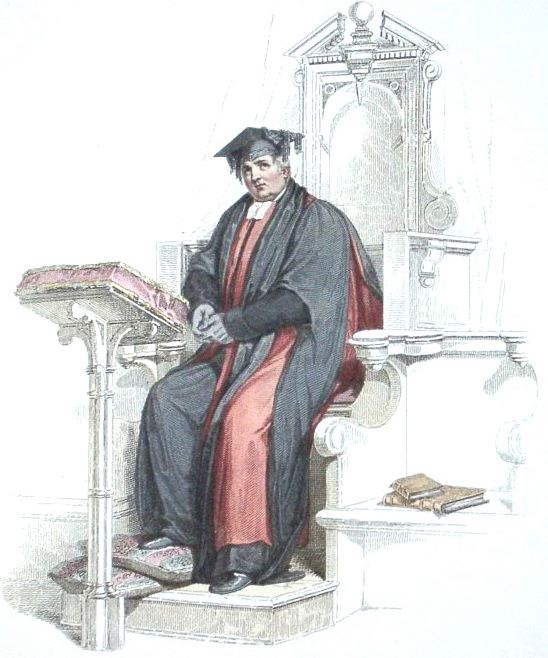
دانشجویی در حال تحصیل

دکترای علوم (فرانسوی: Doctorat en sciences‎) که معمولاً به اختصار Sc.D.، D.Sc.، S.D.، D.S. یا Dr.Sc می‌نویسند، یک مدرک پژوهشی آکادمیک در شماری از کشورهای جهان است. در بعضی کشورها، «دکترای علوم» عنوانی است که برای دکترای استاندارد در علوم کاربرد دارد؛ در جاهای دیگر، Sc.D. یک «دکترای ارشد» است که برای به رسمیت شناختن مشارکت قابل توجه و پایدار در دانش علمی فراتر که برای پی‌اچ‌دی لازم است اهدا می‌شود. این مدرک همچنین می‌تواند به عنوان یک مدرک افتخاری اهدا شود.